# Marsiabes
Marsiabes (en llatí Marsyabae, en grec antic Μαρσυαβαί) va ser una ciutat dels ramanites (rhamanitae) de l'Aràbia Feliç, un lloc mencionat per Estrabó com el punt més llunyà al qual va arribar l'expedició del prefecte Eli Gal (Aelius Gallus) que la va assetjar, però es va haver de retirar al cap de sis dies per manca d'aigua. L'única referència que en dona Estrabó és que era situada a dos dies de distància del País de l'encens.
L'expedició va sortir de Cleopatris (abans Arsinoe) i en 15 dies va arribar a Leuce Come (Λευκὴ κώμη), encara al país dels nabateus on van haver de passar l'estiu i l'hivern per una epidèmia. A la primavera següent van passar pel territori d'Aretes, un vassall o aliat d'Obodas, el rei dels nabateus en aquell temps. Van creuar aquell país a camell en 30 dies, tot i que el guia romà Sil·leu (Syllaeus), deliberadament mal aconsellat, més aviat obstaculitzava l'avanç.
Van arribar llavors a un país anomenat Ararena (Ἀραρηνή), governat pel xeic Sabus. Aquest país el van creuar en 50 dies, ja que no tenien guia, i van arribar a la ciutat d'Agrani (Ἀγρανοί), capital d'un país pacífic i comerciant que van creuar amb 6 dies i van arribar a un riu on van lliurar una batalla on van matar deu mil àrabs i només van perdre dos homes, conquerint la ciutat d'Asca (Ἄσκα) i després la d'Atrulla (Ἄθρουλλα), i entrant al país dels marsiabes, que portaven el mateix nom que la capital, i dels ramanites (rhamanitae) governats per Ilasarus. D'allí es van haver de retirar per manca d'aigua retornant per una ruta més curta cap a Anagrama (on van arribar en 9 dies), després a un lloc anomenat Set Pous (Ἑπτὰ φρέατα), on van arribar amb 11 dies, seguint cap a Xaalla (Χάαλλα) i Malota (Μαλόθα), aquesta a la riba d'un riu, i després a un desert i a Nera o Negra Come (Νερὰ κώμη), a la vora del mar, al país d'Obodas, el rei nabateu.
El retorn es va fer en 60 dies mentre l'anada havia durat 6 mesos. A Nera van embarcar cap a Myos Hormos (Μυὸς ὅρμος) on van arribar als 11 dies.
Plini el Vell, més breument, esmenta que Eli Gal va destruir ciutats com Negra, Amnestrum, Nesca, Magusa, Tammacum, Labecia, Mariaba (Marib?) i Caripeta, el punt més llunyà.